# Ан-140Т
Ан-140Т — украинский военно-транспортный самолет для замены устаревших Ан-24 и Ан-26.

## История создания
Разработка началась в 2015 году.
Ан-140Т может автономно эксплуатироваться на неподготовленных аэродромах.
3 апреля 2010 года украинский государственный авиастроительный концерн «Антонов» и российская «Объединённая авиастроительная корпорация» приняли решение о создании совместного предприятия по организации производства и поставок в эксплуатацию самолётов «Ан».
В мае 2011 года самарское предприятие «Авиакор» сообщило, что грузовая версия Ан-140Т включена в перечень государственного заказа Российской Федерации. Позднее Министерство обороны России заявило о планах приобрести 9 самолётов Ан-140 пассажирской модификации.
В декабре 2012 года Министерство обороны РФ отказалось от закупок Ан-140Т.
11 февраля 2013 года между заводом «Авиакор» и госкорпорацией «Антонов» был подписан договор о разработке военно-транспортных версий Ан-140-100 (получивших наименование Ан-140Т и Ан-140С). По условиям этого соглашения, «Авиакор» обязался профинансировать завершение разработки выпуск Ан-140Т, после чего ГК «Антонов» должен был полностью передать все интеллектуальные права на Ан-140Т и Ан-140С авиазаводу для организации производства в Самаре.

## Конструкция
Ан-140T — двухмоторный турбовинтовой высокоплан с однокилевым оперением.

### Крыло
На правом элероне установлен триммер, на РН — триммер-сервокомпенсатор, на каждой половине РВ — по одному триммеру и триммеру-сервокомпенсатору. Триммеры элерона и РН управляются переключателями на среднем пульте (пьедестале), причём в цепи управления включены реле времени, не позволяющие за одно нажатие переключателя работать приводу триммера более одной секунды, что защищает триммеры от ухода в крайнее положение при поломке переключателя или появлении постороннего питания цепи.
Триммеры РВ управляются синхронно переключателями на штурвалах, расположение которых стандартное для переключателей триммирования по продольному каналу управления — под большой палец левой руки КВС и большой палец правой руки второго пилота, что оставляет другую руку, не занятую работой со штурвалом и триммером РВ, свободной для работы с рычагами управления двигателями, стоящими между пилотами. Схема управления не допускает одновременного триммирования с обоих переключателей. При отказе основной системы триммирования возможно управление триммерами-сервокомпенсаторами при помощи переключателей на среднем пульте — каждым раздельно.
Закрылки — двухщелевые, предкрылки не установлены. В систему основного управления закрылками входят:
- рукоятка управления закрылками (РУЗ), установленная на среднем пульте;
- блок управления и контроля закрылков БУКЗ-400, установленный в правом зализе под крылом;
- гидромотор ГМ41Б комбинированного привода механизации КПМ-02, установленный на центроплане справа и питающийся от самолётной гидросистемы;
- три электрогидравлических крана ГА135 — включения управления закрылками, выпуска и уборки;
- механизмы концевых выключателей и блоки резисторов.

На случай обрыва трансмиссии закрылков имеется двухканальная цепь обнаружения рассинхронизации, в которую входят блоки резисторов, установленные по два на обоих концах трансмиссии, и БУКЗ-400. Принцип действия — использование переменных резисторов как делителей напряжения и сравнение напряжения резисторов, стоящих на разных концах трансмиссии. При разности напряжений в одной паре резисторов загорается табло «Асимметрия подканала» на пульте предполётной подготовки (за спиной второго пилота), при разности напряжений в обоих подканалах загорается табло «Рассинх закрылков» и срабатывают установленные на концах трансмиссии противоуборочные тормоза (ПУТ). Растормаживание ПУТ возможно только после устранения рассинхронизации на земле нажатием кнопки растормаживания, установленной возле БУКЗ, то есть в недоступности из салона.

### Шасси
Самолёт имеет трёхстоечное шасси повышенной проходимости с пневматиками низкого давления.

### Вспомогательная силовая установка
Конструкция Ан-140T включает вспомогательную силовую установку АИ9-3Б, расположенную в хвостовой части фюзеляжа и обеспечивающую автономную эксплуатацию самолёта на необорудованных аэродромах.

### Силовая установка
На Ан-140T установлены два турбовинтовых двигателя ТВ3-117ВМА-СБМ1 производства ОАО «Мотор Сич» (Запорожье), соответствующие требованиям ICAO по низкому уровню шума и выброса загрязняющих веществ в атмосферу и разработанные ОКБ имени В. Я. Климова на базе широко распространённого вертолётного двигателя ТВ3-117. Запуск двигателей, наземное питание и кондиционирование самолёта обеспечивает ВСУ АИ9-3Б.
Винт АВ-140 — изменяемого шага, реверсивный, флюгерный, с гидравлическим управлением шагом, производства ОАО «НПП Аэросила» (Ступино). Диаметр 3720 мм.
Управление двигателем — тросовое от стоящих в кабине рычагов управления двигателями (РУД), остановом двигателя — электромеханическое, при помощи кнопки «Флюгер-останов» на верхней панели кабины (для выключения в полёте), тумблера «Стоп-кран» на среднем пульте кабины (для выключения на земле) и электромеханизма на двигателе, приводящего тягу останова. Для контроля на средней приборной доске кабины на каждый двигатель установлен комплект следующих приборов:
- ИКМРТ-140 — измеритель крутящего момента (ИКМ) и рычага топлива (РТ), показывает крутящий момент в процентах от максимального и положение рычага топливного регулятора в градусах;
- ИЧЖ-1ТК-А и ИЧЖ-1ВВ-А — измерители частоты вращения турбокомпрессора и воздушного винта в процентах от максимальной;
- ИТЖ-1А — измеритель температуры выхлопных газов двигателя в °С;
- БИП-140 — блок индикации параметров, показывающий температуру масла двигателя в °С, давление масла в кг/см2, вибрацию турбокомпрессора и винта в процентах от максимальной.

Также, регламентированы режимы 0,7 от максимального продолжительного — 80° РТ, 0,5 — 71°, 0,4 — 67°, 0,2 — 57°. От ПМГ до взлётного РУД перемещаются свободно, для уборки газа ниже ПМГ необходимо оттянуть вверх головки РУД. Реверс включается только при нахождении РУД на упоре ЗМГ отдельными рычагами управления реверсом (РУР), стоящими за РУД. Режим «Тихое руление» включается кнопкой на средней приборной доске, в этом режиме обороты винта снижены до 70 % и практически не меняются, меняется только шаг. Также имеется режим синхронизации фаз винтов для устранения «гавканья» (интерференции звука), включается кнопкой «Синхр фаз», стоящей рядом с кнопкой «Тихое рулен».
В систему управления силовой установкой входят отдельные для каждого двигателя устройства и блоки:
- регулятор топлива РТ-2000 и насос-регулятор НР-2000, установленные на двигателе;
- регулятор электронный двигателя РЭД-2000, установленный в обтекателе за двигателем;
- блок коммутации и запуска БКЗ-140, установленный в фюзеляже;
- общий для обоих двигателей блок управления и контроля БУК-140, установленный в фюзеляже.

Вспомогательная силовая установка (ВСУ) АИ9-3Б расположена в хвосте, имеет электроприводную створку воздухозабора и выхлопную систему с глушителем шума. Запуск ВСУ — электростартёром СТ-111Т, для выработки электроэнергии установлен генератор переменного тока ГТ18ПЧ6. Управление запуском ВСУ, как и маршевыми двигателями — электронное, при помощи блока БУК-9М.